# Hruba Przehyba (Tatry Wysokie)
Hruba Przehyba (niem. Breite Schulter, słow. Hrubá priehyba, węg. Triumetal-nyereg, 2319 m) – szeroka przełączka w głównej grani odnogi Krywania pomiędzy szczytową kopułą Hrubego Wierchu (2429 m) a Młynicką Turnią (2329 m). Do Doliny Młynickiej opada łatwym do wejścia piarżysto-skalistym zboczem, do Wielkiego Ogrodu w Dolinie Hlińskiej urwiskiem z rynnami, zacięciami, depresjami i kominami.
Od Hrubej Przehyby po południowej stronie (w Dolinie Młynickiej) ciągnie się do Przechodu nad Małym Ogrodem w jedną stronę i Hrubego Przechodu w drugą stronę łatwy zachód umożliwiający ominięcie przejścia granią i zdobywania wszystkich jej szczytów i turniczek.

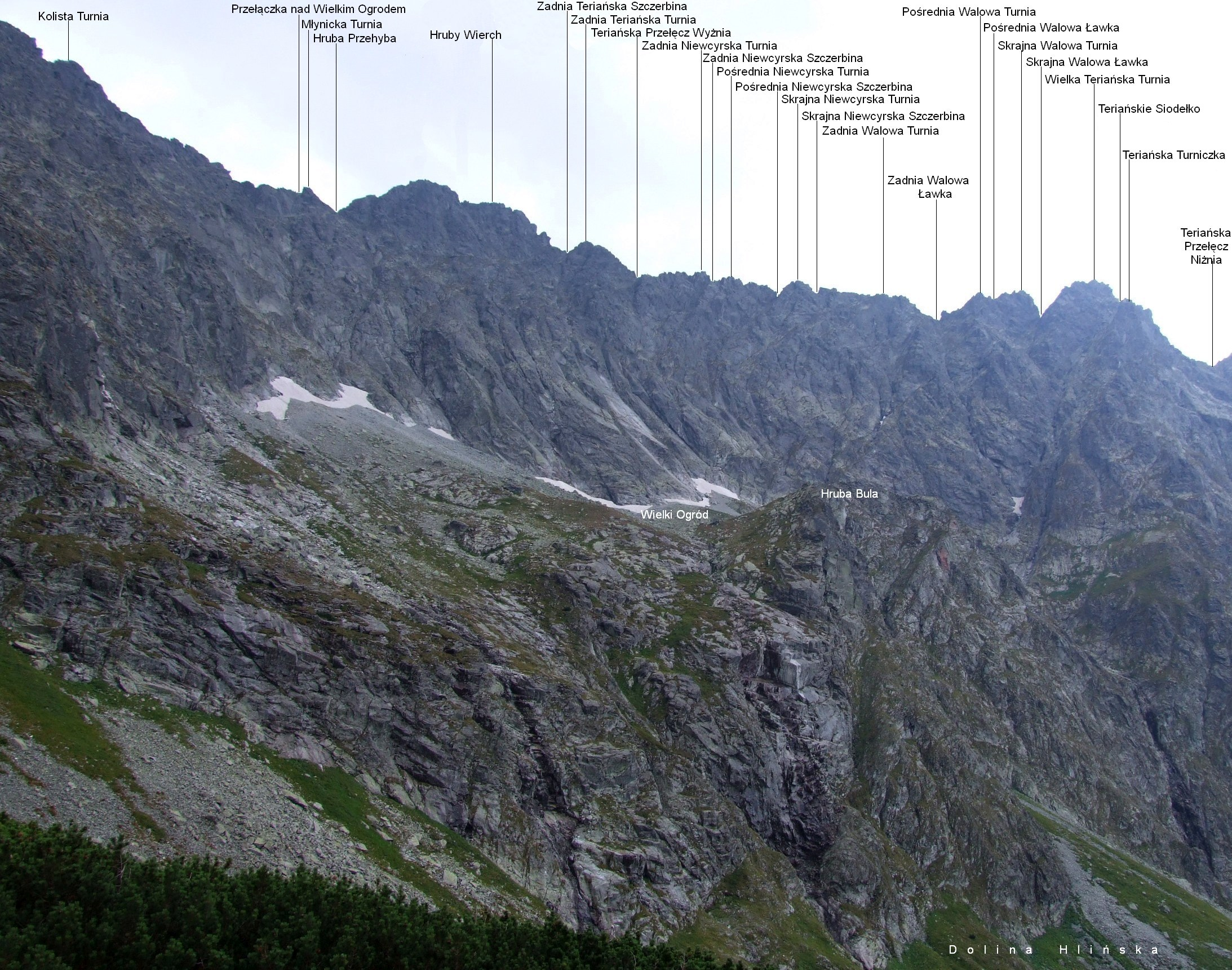
Widok z Doliny Hlińskiej